# Route nationale 99 (Algérie)
Pour les articles homonymes, voir N99 et Route nationale 99.
La route nationale 99 (RN 99) est une route nationale reliant la ville de Ghazaouet à Maghnia dans la wilaya de Tlemcen, avant de longer la frontière algéro-marocaine à travers Beni Boussaid jusqu'à El Aricha.

## Historique
La route frontalière entre El Aricha et Maghnia qui traverse le massif montagneux des Monts de Tlemcen longue de 110 km est élevée au rang de route nationale en 1980, elle est nommée RN99.
En 1989, le CW46 entre Maghnia et Ghazaouet, passant par Nedroma deviens aussi une partie de la RN99, portant la longueur totale de la route à 158 km.

## Paysages
La route commence dans les hauts plateaux arides d'El Aricha à la limite des étendues désertiques de la wilaya de Naâma. Elle prend ensuite la direction de la frontière algéro-marocaine, qu'elle longe à travers les contreforts des monts de Tlemcen.
Elle serpente à travers un chemin de crête à travers une forêt avant de redescendre vers Beni Boussaid et traverser la plaine agricole de Maghnia le long de l'oued Abbes.
Après la traversée de la ville de Maghnia et celle de la plaine de l'oued Mouillah, la route s'engage à travers les monts des Traras avant de descendre vers la ville de Nedroma et suivre l'oued El Mersa jusqu'au port de Ghazaouet au bord de la mer Méditerranée.

## Parcours
- Croisement RN13 à 2km à l'Est d'El Aricha (km 0)
- Croisement chemin communal vers Magoura (km 33,6)
- Croisement CW107 vers Sidi Djillali (km 44,4)
- El Bouihi (km 46,5)
- Croisement chemin communal vers Ouled Abdesslem (km 51)
- Croisement chemin communal vers Abed (km 53)
- Croisement chemin communal vers Sidi Djillali (km 58)
- Croisement CW62 vers Beni Snous (km 62,2)
- Croisement chemin de montagne (km 73)
- Beni Boussaid (km 87,4)
- Croisement chemin communal vers Mohamed Salah (km 93,5)
- Croisement CW110 vers Sidi Medjahed (km 95,7)
- Croisement chemin communal vers Ouled Moussa (km 98,8)
- Croisement CW101 vers poste frontière de Zoudj Bghal (km 102)
- Msamda (km 105)
- Maghnia, croisement RN7 (km 111)
- Croisement CW100 vers Sidi El Machehour (km 117)
- Croisement chemin communal vers Maaziz (km 120)
- Bourakba (km 123)
- Croisement chemin communal vers Bab Taza (km 130)
- Croisement chemin communal vers El Houanet (km 133)
- Nedroma, croisement CW38 vers Ain Kebira (km 139)
- Nedroma, croisement CW100 Vers Djebala (km 140)
- Croisement CW38 vers la gare de Nedroma (km 143)
- Croisement RN99A à Khouriba (km 144)
- El Assa (km 146)
- Djamaa Sakhra (km 151)
- Ghazaouet, croisement CW8 (km 157)
- Ghazaouet, croisement RN98 (km 158)